# 臺灣民間文學集
《臺灣民間文學集》為一本臺灣漢人民間文學總集，由李獻璋收錄整理，於1936年6月13日由臺灣文藝協會發行、臺灣新文學社販售。本書共一冊，其內容反映當時本島人知識份子對民間文學的觀念與態度，是後世研究臺灣漢人民間文學重要的資料。收錄民歌582首、童謠142首、謎語273則、臺灣竹枝詞10首、故事23篇，另收錄李獻璋自序及賴和序言。其中歌謠謎語等多為無作者的收集之作，而故事作品則多為朱鋒、守愚、黃石輝、賴和、愁洞、黃得時及李獻璋等當時知名的台灣漢族文學家根據原故事所改編的。